# HMS Abyssinia (1870)
El HMS Abyssinia fue un buque de guerra, construido por el astillero J & W Dudgeon en Cubitt Town, Londres  para la defensa del puerto de Bombay. Fue diseñado por sir Edward Reed, como una versión más pequeña de los monitores de la clase Cerberus HMVS Cerberus y HMS Magdala, por motivos económicos. Su tarea principal era apoyar al HMS Magdala en la misma estación.

## Historia

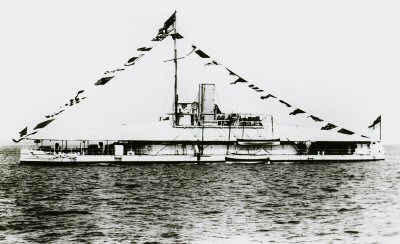
HMS Magdala

Dado que el requisito naval estipulado fue para dos buques para la defensa costera de la zona de Bombay, la Oficina de la India fue presionada por la Junta del Almirantazgo y el Jefe de Construcciones para dos barcos de la clase Cerberus. Después de dada la orden de construcción del Magdala, las limitaciones presupuestarias impusieron que tenía ser adquirido un buque más pequeño y más barato. El HMS Abyssinia, siendo similar en diseño al HMS Magdala, era menor y con un coste de 20 000 libras esterlinas menos. Tenía menor francobordo, un parapeto más corto, podía entibar menos carbón y tenía aproximadamente un nudo menos de velocidad.
Permaneció asignado al puerto de Bombay, con excepción de los breve viajes ocasionales para las prácticas de tiro, durante su vida activa. Cuando el servicio de defensa del puerto indio fue interrumpido en 1903 se vendió localmente para chatarra.